# Kleingilla
Kleingilla ist ein Gemeindeteil der Gemeinde Mintraching im oberpfälzischen Landkreis Regensburg.
Der Weiler Kleingilla liegt etwa siebenhundert Meter südöstlich von Sankt Gilla und etwa fünf Kilometer östlich von Mintraching auf der Gemarkung Sengkofen. Kleingilla hat zehn Einwohner (Stand: 31. Dezember 2023) und drei Gebäude mit Wohnraum.

## Geschichte
Vermutlich entstand Kleingilla nach Juli 1835, als sich Sebastian Seidel nach der Gant des Gillahofs dort als Söldner niederließ.
Zum 1. Mai 1978 wurde die Gemeinde Sengkofen in die Gemeinde Mintraching eingemeindet. Zu diesem Zeitpunkt war Kleingilla noch kein amtlich benannter Gemeindeteil. Die erste Nennung in einem Amtlichen Ortsverzeichnisse für Bayern erfolgte in der Ausgabe von 1991. Bei der Volkszählung am 25. Mai 1987 gab es in Kleingilla drei Wohngebäude mit sechs Wohnungen und sieben Einwohnern.